# Penobscots

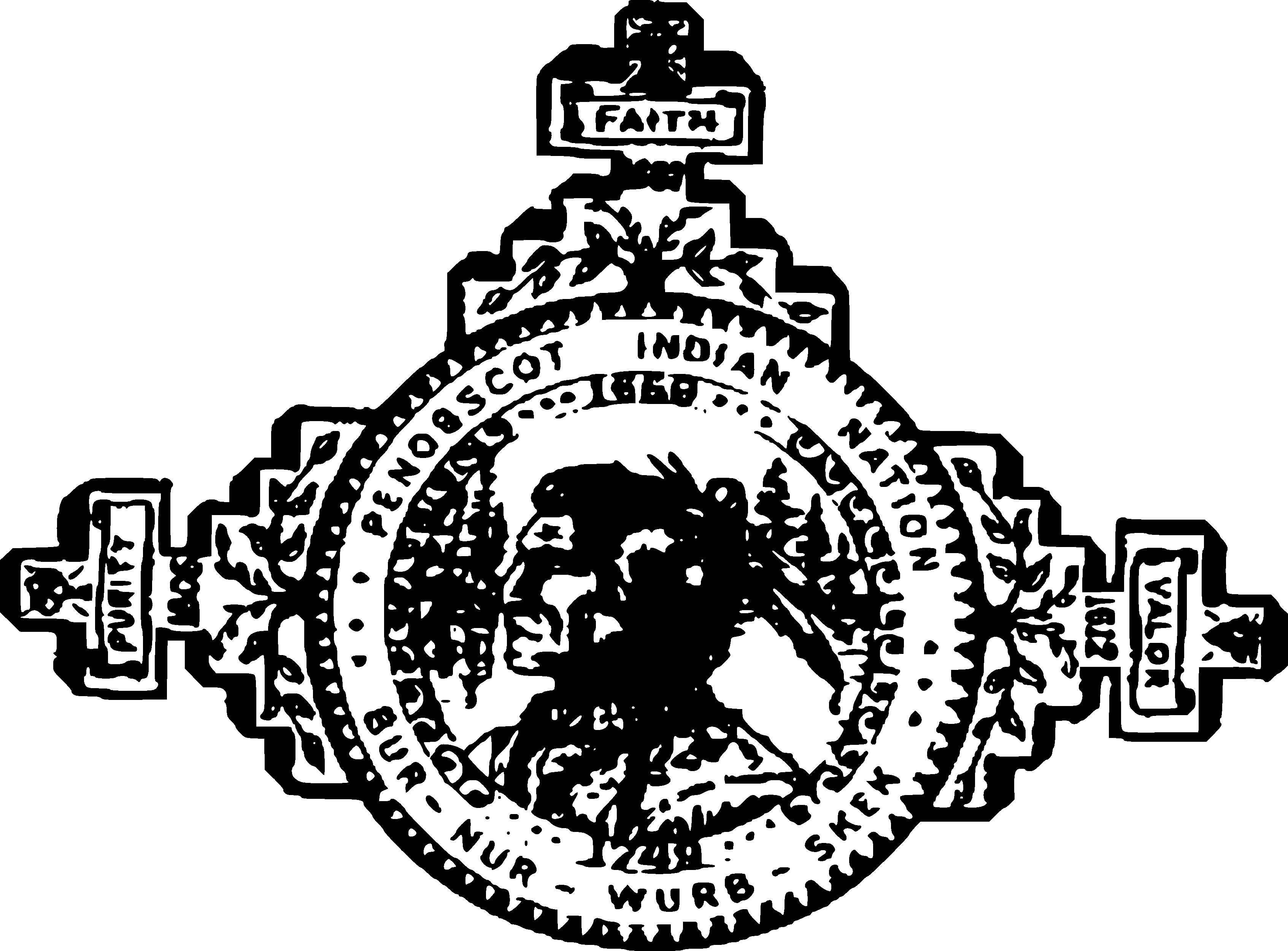
Logotip dels Penobscot

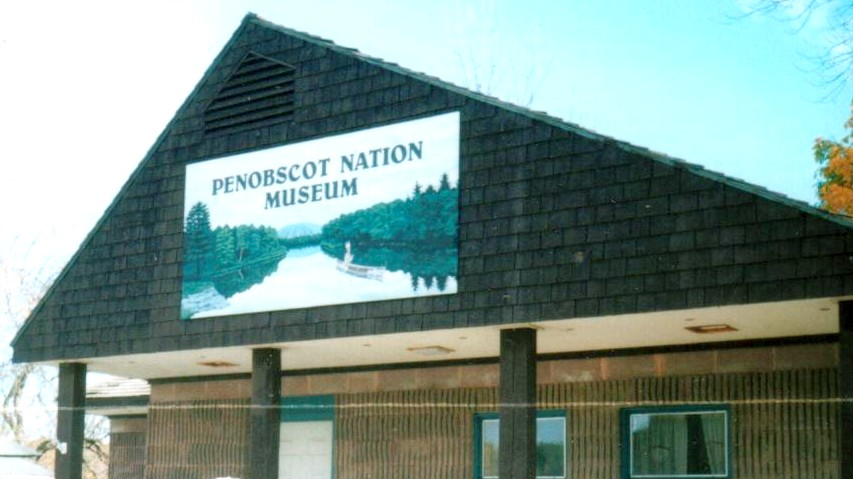
Museu de la Nació Penobscot

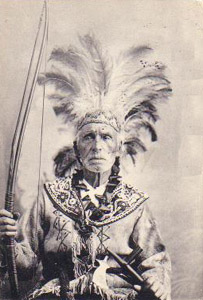
Cabdill penobscot

Els penobscots són una tribu índia algonquina, antiga formant de la confederació abnaki, el nom de la qual prové de Pannawanbskek "S'alça sobre les roques blanques".

## Localització
Antigament ocupaven ambdós marges de la badia de Penobscot i del riu Penobscot, a Maine. Actualment ocupen una reserva anomenada Old Town, a Indian Island (Maine), de 145.525 acres.

## Demografia
Potser eren un miler el 1736, però altres estimacions donaren 700 (1753), 400 (1759), 700 (1765), i 350 (1789). El 1920 eren uns 400 indis, però augmentaren a 849 el 1969. El 1990 eren uns 1.500 individus.
Segons dades de la BIA del 1995, a la Reserva Penobscot de Maine hi vivien 1.206 persones (2.105 apuntats al rol tribal). Segons dades del cens dels EUA del 2000, hi havia 2.045 penobscot purs, 45 barrejats amb altres tribus, 1.557 barrejats amb altres races i 149 barrejats amb altres races i altres tribus. En total, 3.801 individus.

## Costums
El centre principal de la tribu es trobava vora l'actual Veazté (Maine). Vivien de la cacera, de la pesca i de la recol·lecció, amb moviments estacionals per a cercar noves fonts d'alimentació. Quan arribava l'hivern, petits grups familiars vivien en campaments de cacera, amb territoris de cacera familiars separats, els drets dels quals es transmetien per línia paterna. Els llogarrets eren habitats durant l'estiu.
L'ofici de cabdill tribal comprenia cert poder, l'acte individual com a representant tribal a les cerimònies o el comerç amb els forasters, i a vegades per a contenir disputes.
Vivien en wigwams de forma quadrada i amb sostre piramidal; duien barrets de guineu i vestits de cuir. També feien canoes d'escorça i caçaven dants, cérvols i ossos amb trampes.

## Història
Pertanyien a la confederació abnaki, com els norridgewok i els passamakoddy. Contactaren ja amb els blancs en el segle xvi. El 1605 els visità Samuel de Champlain i els nomenà norumbega. Els principals assentaments eren Pentagouet, Mattawamkeag, Olamon, i Passadumkeag.
El 1688 admitiren una missió francesa i ajudaren als francesos contra els anglesos fins al 1749, any en què signaren la pau i es lliuraren d'haver de marxar al Canadà amb la resta dels abnaki. Tot i això, encara el 3 de novembre del 1755 una proclama del Parlament de Massachusetts els declarava "enemics, rebels i traïdors", i oferia una recompensa "per cada cabellera d'indi mascle portat ... de 40 lliures; per cada cabellera de dona índia jove o jove mascle de menys de12 anys mort, 20 lliures". Més tard ajudaren als independentistes nord-americans.
Mercè a això gaudeixen d'un representant a l'Assemblea de Maine i un govern autònom mercè el seu cabdill Bashaba. Conservaren llurs costums i es dedicaren a la cistelleria, a l'esport (el famós jugador de beisbol Louis Sockalexis era penobscot) o a fer de guies del bosc.
El 1969, i conjuntament amb els passamakoddy, bloquejaren la carretera a Princeton, i l'octubre del 1978 reberen 37 milions de dòlars com a compensació per terres arrabassades.
El 1980 tornaren a guanyar un judici contra l'estat de Maine i la Maine Indian Claims Settlement Act, i juntament amb els passamakoddy reberen 80 milions de dòlars per terres arrabassades. El 2004 el cap era Barry Dana. L'escriptora més destacada era Jean Thompson Ssipsis (1941), treballadora social autora de Molly Molasses and me: a collection of living aventures (1988).